# Роудз, Дэмиан
Дэ́миан Ро́удз (англ. Damian Rhodes; род. 28 мая 1969, Сент-Пол, Миннесота, США) — бывший американский хоккеист, вратарь. С 1993 по 2002 годы Роудз играл в НХЛ.

## Биография

### Игровая карьера
Роудз был выбран в 6-м раунде под общим 112-м номером на драфте 1987 года клубом «Торонто Мейпл Лифс». В сезоне 1990-91 он провел всего одну игру, после чего был запасным вратарем в течение трех сезонов (до сезона 1995-96 включительно), и в результате был обменян в трехсторонней сделке, совершенной 23 января 1996 года: Кирк Мюллер переходил в «Торонто», Мартин Страка и Брайан Берард — в «Нью-Йорк Айлендерс», а сам Роудз вместе с Уэйдом Редденом — в «Оттава Сенаторз».
Роудз является одним из девяти вратарей, которым удалось забросить шайбу (Мартину Бродору и Рону Хекстоллу удалось забросить по две шайбы, по одной в регулярном сезоне и в плей-офф), причем, сделать это, не совершив броска по воротам. Роудз был последним, кто коснулся шайбы во время отложенного штрафа, после чего защитник «Нью-Джерси Дэвилз» Лайл Оделайн случайно поразил собственные пустые ворота, оставленные Мартином Бродором для замены на 6-го игрока. В том матче, сыгранном 2 января 1999 года, «Оттава» выиграла (6:0).
C 1996 по 1999 годы Роудз был одним из двух вратарей, игравших попеременно. Вторым был Рон Тагнатт. К концу сезона 1998-99 Тагнатт добился постоянного места в воротах, после чего «Оттава» отдала Роудза в клуб «Атланта Трэшерз» в обмен на будущие преимущества. Он сыграл свой последний матч в НХЛ за «Атланту» в сезоне 2001-02, после чего провел ещё 19 матчей в низших хоккейных лигах Северной Америки и завершил карьеру.

### Личная жизнь
Женат, имеет двоих детей. Проживает в Аризоне.